# Босифест
Босифест је међународни филмски фестивал особа са инвалидитетом који се одржава у организацији Хенди центра „Kолосеум”. Први Босифест одржан је 2010. године, када је приказано 55 филмова из 18 земаља. Према правилима конкурса, филмови могу трајати до 120 минута и морају бити продуцирани у претходних 7 година од дана објаве позива.
Сврха оснивања Босифеста је указивање на стваралачки рад и могућности учесника на јавној културној сцени и ширење поруке да би особе са инвалидитетом требало да имају иста права и обавезе као и други грађани. Фестивал даје снажан подстицај доношењу мера за равноправно учешће и интегрисање особа са инвалидитетом у друштво.

## 2010.
Први Босифест је одржан од 20. до 30. маја 2010. године у Дворани Дома синдиката, под слоганом „Невидљиве разлике - видљиве сличности”.  Те године приказано је 55 филмова на тему живота и рада особа са инвалидитетом, из чак 18 земаља са три континента. Прве године, награда „Гранд при” за најбољи филм фестивала додељена је филму „Портрет емоција”, продуцента и редитеља Славомира Грунберга (САД).

## 2011.
Други Босифест је одржан од 3. до 5. јуна 2011. године у београдском Дому омладине, под слоганом „Поглед, покрет, живот”. Публици је представљено 30 филмова у такмичарском програму и 25 остварења у ревијалном делу програма. Награда „Гранд при” додељена је филму „Последњи лет” режисера Ива Ланглоиса (Канада).

## 2012.
Трећи Босифест је одржан од 21. до 23. маја 2012. године у Дому омладине Београда, под слоганом „Не зови ме посебним”. Приказано је 14 филмова у такмичарском, а 17 у ревијалном делу програма. Награду „Гранд при” понео је филм „Неопходне игре” режисерке Софи Хајд (Аустралија).

## 2013.
Четврти Босифест је одржан од 5. до 7. јуна 2013. године у Дому омладине Београда, под слоганом „Енергија стваралаштва”. Награда „Гранд при” додељена је филму „Хромозом 5” Марије Рипол и Лисе Прам (Шпанија).

## 2014.
Пето издање фестивала одржано је од 2. до 4. јуна 2014. године под слоганом „Моћ визуелне комуникације”. Награду „Гранд при” за најбољи филм фестивала добио је филм „Приче са балкона” редитељке Хели Винделов Лидзелиус (Данска).

## 2015.
Шести фестивал по реду одржан је од 1. до 3. јуна у Дому омладине Београда под слоганом „Лавиринт могућности”. За најбољи филм фестивала проглашен је документарни филм „После рата” редитеља Евгенија Голинкина.

## 2016.
Седми Босифест фестивал под слоганом „Снага креативности” одржан је од 1. до 3. јуна у Дому омладине. Од пристиглих 250 филмова, за тродневни репертоар одабрана су 34 наслова. За најбољи филм фестивала проглашено је остварење „Габор”  чији је аутор Себастијан Алфи (Шпанија).

## 2017.
Осмо издање Босифеста под слоганом „Покрени промену” одржано је од 10. до 12. октобра у Сава центру. На фестивалу је приказано 18 документарних филмова на различите теме које се тичу особа са инвалидитетом. Гран при осмог фестивала освојио је Матју Фирмин за филм „Устани и ходај”. Француски аутор у филму говори о својој борби против параплегије коју је изненада добио после можданог удара.

## 2018.
Девети Босифест, под слоганом „Рампа!”, одржан је од 10. до 12. октобра у Сава центру. Те године је на фестивалу приказано 15 филмова које је одабрао селектор Горан Радовановић, и то десет у такмичарском и пет у ревијалном делу програма. Гранд при је добио немачки филм „Девојка од песка” аутора Марка Мишела за причу о потреби да се живи упркос страшним околностима које носи потпуни инвалидитет.

## 2019.
Јубиларни десети Босифест, под слоганом „Портрет емоција”, одржан је од 21. до 23. октобра у Југословенској кинотеци. Селектор Игор Тохољ одабрао је 16 филмова од којих је девет приказано у такмичарском, а седам у ревијалном делу. Гран при 10. Босифеста освојио је шпански документарни филм „Мосес” Лауре Де Мигел.

## 2020.
Једанаесто издање Босифеста свечано је отворено 19.10.2020. у Југословенској кинотеци. Током трајања Босифеста, од 19. до 21. октобра, публика је имала прилику да погледа укупно 10 филмова по избору селектора Игора Тохоља. Награду Гран при освојио је чешки редитељ Радован Сибрт за филм Два пута.

## 2021.
Дванаести Босифест одржан је од 18. до 20. октобра у Југословенској кинотеци под слоганом „Прозиран свет”. Гран при 12. Босифеста освојио је документарни филм „Кућа” француске редитељке Џудит Офре.